# Villa María (Benicasim)
La Villa María se sitúa en una extensa parcela rectangular dando su fachada principal al Paseo marítimo Pilar Coloma n.º 35 de la ciudad de Benicasim (Provincia de Castellón, España) y contando con un acceso posterior a la calle Conde Pau. Forma parte del conjunto de villas exentas de principio de siglo que dan frente al paseo marítimo. Fue construida en 1925 con proyecto de Francisco Maristany Casajuana.
Destaca por su singularidad y claridad como vivienda aislada rodeada de jardín y separada de las villas colindantes por su extensa parcela que cuenta con una fachada de más de 50 metros.

## Descripción
La villa María es una vivienda de temporada desarrollada en dos plantas sobre rasante y una planta en semisótano. Sobre la segunda planta sobresale un volumen más, en forma de torre en uno de los laterales con cubierta inclinada a cuatro aguas convirtiéndose en un mirador.
La fachada se estructura con tres cuerpos verticales con distinta forma y altura. En el cuerpo central de dos plantas, el volumen de la planta baja se adelanta formando una terraza porticada cubierta ligeramente curvada. En la planta superior, retranqueada respecto de las torres laterales, el cuerpo anteriormente definido se convierte en terraza descubierta con acceso desde esta planta por una puerta central acristalada acabada en arco de medio punto. Dos hornacinas dispuestas simétricamente con vasos frutales completan la ornamentación de este tramo de fachada.
A ambos lados se sitúan los cuerpos verticales. En la torre los huecos se distribuyen de la siguiente forma: Un hueco inferior con arco y clave ornamentadas, en la planta primera un gran hueco con antepecho de balaustres y jambas resaltadas cubiertas por entablamento sobre cartelas rematado por un arco superior de medio punto en el que resalta el relieve de una figura humana. Sobre esta planta se sitúa una logia de dos columnas que divide en tres vanos el hueco de la torre. La cubierta inclinada se realiza a cuatro aguas con acabado de teja árabe roja.
El cuerpo vertical opuesto tiene una composición de huecos similar a la torre añadiéndose un óculo de ventilación bajo la cornisa previa a la terraza. Este cuerpo define la asimetría de la fachada en su acabado superior formado por una terraza plana con balaustrada y cuatro vasos frutales en las esquinas.
En la fachada trasera, sobreelevada por el semisótano, con acabado rústico a la piedra, el acceso a la terraza porticada se produce por dos escaleras simétricas. La terraza se apoya en cuatro pilastras que enmarcan el vano central coronado por arco semicircular sobre dintel.
En el jardín de la vivienda aparecen construcciones auxiliares, una pérgola y un cenador en la parte delantera y en la parte trasera varias construcciones en mal estado, toda la vivienda se rodea de una frondosa pinada.